# Sachverständigenrat zur Begutachtung der gesamtwirtschaftlichen Entwicklung
Sachverständigenrat zur Begutachtung der gesamtwirtschaftlichen Entwicklung (potocznie Fünf Wirtschaftsweisen, z niem. „Pięciu Mędrców”) – ciało doradcze rządu i parlamentu niemieckiego.

## Historia powstania
Powstała na mocy ustawy wydanej w 1963 roku. Jej zadaniem jest okresowa ocena sytuacji ekonomicznej Republiki Federalnej Niemiec, jak również udzielanie pomocy w podejmowaniu decyzji organom państwowym odpowiedzialnym za politykę gospodarczą. Rada w zakresie działań doradczych jest całkowicie niezależna.
W skład Rady wchodzi pięciu członków, nominowanych przez rząd, a mianowanych przez prezydenta na okres pięciu lat. Co roku, jeden z członków Rady odchodzi i na jego miejsce wybiera się następnego – tak aby zachować ciągłość Rady. Ponowny wybór tej samej osoby jest możliwy. Członkowie Rady powinni być całkowicie niezależni, niezwiązani z rządem, jakąkolwiek partią polityczną, ciałem ustawodawczym, ani żadną organizacją kontrolowaną prawem publicznym. Nie mogą reprezentować związków zawodowych, organizacji handlowych ani związków pracodawców, nie mogą też piastować żadnej z tych pozycji przez rok poprzedzający powołanie ich do Rady.

## Zadania
Zgodnie z ustawą eksperci powinni wskazywać elementy niewystarczającego rozwoju gospodarczego i możliwości jego uniknięcia, jednak powinni powstrzymywać się rekomendowania konkretnych rozwiązań ustrojowych zarówno w polityce gospodarczej, jak i społecznej (Der Sachverständigenrat soll Fehlentwicklungen und Möglichkeiten zu deren Vermeidung oder deren Beseitigung aufzeigen, jedoch keine Empfehlungen für bestimmte wirtschafts- und sozialpolitische Maßnahmen aussprechen).
W gestii Rady leży wybranie przewodniczącego na okres trzech lat.
Zadania Rady i obowiązki jej członków są uregulowane ustawą o stworzeniu rady eksperckiej w celu doradzania w kwestiach wielosektorowego rozwoju gospodarczego (Gesetz zur Bildung eines Sachverständigenrates zur Begutachtung der gesamtwirtschaftlichen Entwicklung). Do zadań Rady należy analizowanie bieżącej sytuacji gospodarczej i przewidywanie jej przyszłego rozwoju. Bada także, jak w ramach gospodarki rynkowej zapewnić stabilność cen, wysoki poziom zatrudnienia i równowagę zewnętrzną przy zachowaniu stałego i odpowiedniego wzrostu gospodarczego i niskiej inflacji.
W związku z ustawowym obowiązkiem Rada co roku przygotowuje i publikuje raport roczny (15 listopada), prezentując możliwe rozwiązania, bez jednoznacznej ich rekomendacji. Przygotowanie raportu może także zlecić rząd, który po otrzymaniu rocznego raportu w ciągu ośmiu tygodni przedstawia wnioski dotyczące przyszłej polityki gospodarczej. Z tego wynika, że głos Rady w tworzeniu rozwiązań w najważniejszych sprawach gospodarczych ma znaczenie.
Rada może ponadto samodzielnie wydawać specjalne rady eksperckie, odnoszące się do konkretnych problemów gospodarczych, w przypadku gdy w niektórych regionach kraju wspólne cele polityki gospodarczej zostałyby zakłócone.
Rada ma całkowitą niezależność w doradzaniu rządowi. Jeśli jej członkowie mają odmienne opinie, są one wszystkie prezentowane w raporcie. Rada może skorzystać z pomocy innych ekspertów, jeśli uzna to za stosowne.

## Członkowie
W skład Rady wchodzą:
- Achim Truger(inne języki) (od marca 2019)
- Veronika Grimm(inne języki) (od kwietnia 2020)
- Monika Schnitzer(inne języki) (od kwietnia 2020)
- Martin Werding(inne języki) (od września 2022)
- Ulrike Malmendier(inne języki) (od września 2022)

Poprzedni członkowie Rady (chronologicznie):

- Wilhelm Bauer(inne języki) (styczeń 1964 – lipiec 1974; przewodniczący: marzec 1964 – luty 1970)
- Paul Binder(inne języki) (styczeń 1964 – luty 1968)
- Herbert Giersch(inne języki) (styczeń 1964 – luty 1970)
- Harald Koch(inne języki) (styczeń 1964 – maj 1969)
- Fritz W. Meyer(inne języki) (styczeń 1964 – luty 1966)
- Wolfgang Stützel(inne języki) (luty 1966 – wrzesień 1968)
- Manfred Schäfer(inne języki) (marzec 1968 – lipiec 1970)
- Norbert Kloten(inne języki) (czerwiec 1969 – kwiecień 1976; przewodniczący: marzec 1970- luty 1976)
- Claus Köhler(inne języki) (grudzień 1969 – luty 1974)
- Olaf Sievert(inne języki) (maj 1970 – luty 1985; przewodniczący: marzec 1976 – luty 1985)
- Armin Gutowski(inne języki) (grudzień 1970 – luty 1978)
- Gerhard Scherhorn(inne języki) (maj 1974 – luty 1979)
- Kurt Schmidt(inne języki) (sierpień 1974 – maj 1984)
- Gerhard Fels(inne języki) (czerwiec 1976 – luty 1982)
- Horst Albach(inne języki) (maj 1978 – luty 1983)
- Werner Glastetter(inne języki) (sierpień 1979 – sierpień 1981)
- Hans-Jürgen Krupp(inne języki) (marzec 1982 – luty 1984)
- Hans Karl Schneider(inne języki) (lipiec 1982 – luty 1992; przewodniczący: marzec 1985 – luty 1992)
- Ernst Helmstädter(inne języki) (marzec 1983 – luty 1988)
- Dieter Mertens(inne języki) (marzec 1984 – luty 1986)
- Dieter Pohmer(inne języki) (lipiec 1984 – luty 1991)
- Helmut Hesse(inne języki) (marzec 1985 – listopad 1988)
- Rüdiger Pohl(inne języki) (lipiec 1986 – luty 1994)
- Otmar Issing(inne języki) (kwiecień 1991 – luty 2001)
- Herbert Hax(inne języki) (marzec 1989 – luty 2000; przewodniczący: marzec 1992 – luty 2000)
- Horst Siebert(inne języki) (styczeń 1991 – luty 2003)
- Rolf Peffekoven(inne języki) (kwiecień 1991 – luty 2001)
- Juergen B. Donges(inne języki) (kwiecień 1992 – luty 2002; przewodniczący: marzec 2000 – luty 2002)
- Wolfgang Franz(inne języki) (maj 1994 – luty 1999; marzec 2003 – luty 2013, przewodniczący: marzec 2009 – luty 2013)
- Jürgen Kromphardt(inne języki) (marzec 1999 – luty 2004)
- Bert Rürup(inne języki) (marzec 2000 – luty 2009, przewodniczący: marzec 2005 – luty 2009)
- Wolfgang Wiegard(inne języki) (marzec 2001 – luty 2011, przewodniczący: kwiecień 2002 – luty 2005)
- Axel Weber(inne języki) (marzec 2002 – kwiecień 2004)
- Peter Bofinger(inne języki) (marzec 2001 – luty 2019)
- Beatrice Weder di Mauro(inne języki) (czerwiec 2004 – luty 2012)
- Claudia Maria Buch(inne języki) (marzec 2012 – maj 2014)
- Isabel Schnabel(inne języki) (czerwiec 2014 – grudzień 2019)
- Christoph M. Schmidt(inne języki) (marzec 2009 – luty 2020; przewodniczący: marzec 2013 – luty 2020)
- Lars Feld(inne języki) (marzec 2011 – luty 2021; przewodniczący: marzec 2020 – luty 2021)
- Volker Wieland(inne języki) (marzec 2013 – kwiecień 2022)

## Grupa Alternatywnej Polityki Gospodarczej
Od 1977 r. działa w Niemczech w opozycji do Rady Pięciu Grupa Alternatywnej Polityki Gospodarczej, Co roku w tygodniu przed 1 maja raport o alternatywnej polityce gospodarczej. Zwykle zawiera on przeciwne rady eksperckie w stosunku do Niemieckiej Rady Ekspertów Ekonomicznych.

## Inne państwa
Podobne rozwiązania jeśli chodzi o organy doradcze występują też w innych państwach.
W Stanach Zjednoczonych istnieje Rada Doradców Ekonomicznych. Do jej głównych zadań należą doradzanie prezydentowi w bieżącej polityce, pomoc w sporządzeniu corocznego raportu gospodarczego, zbieranie i analiza informacji dotyczących wskaźników ekonomicznych i obserwowanych trendów.
W Szkocji także działa Rada Doradców Ekonomicznych. Jej celami jest bezpośrednie doradzanie premierowi Szkocji w celu poprawienia wzrostu gospodarczego, kwartalne spotkania i publikacja danych ekonomicznych i przygotowanie corocznego raportu zawierającego komentarze ekspertów do polityki gospodarczej państwa.